# Laar (Weert)

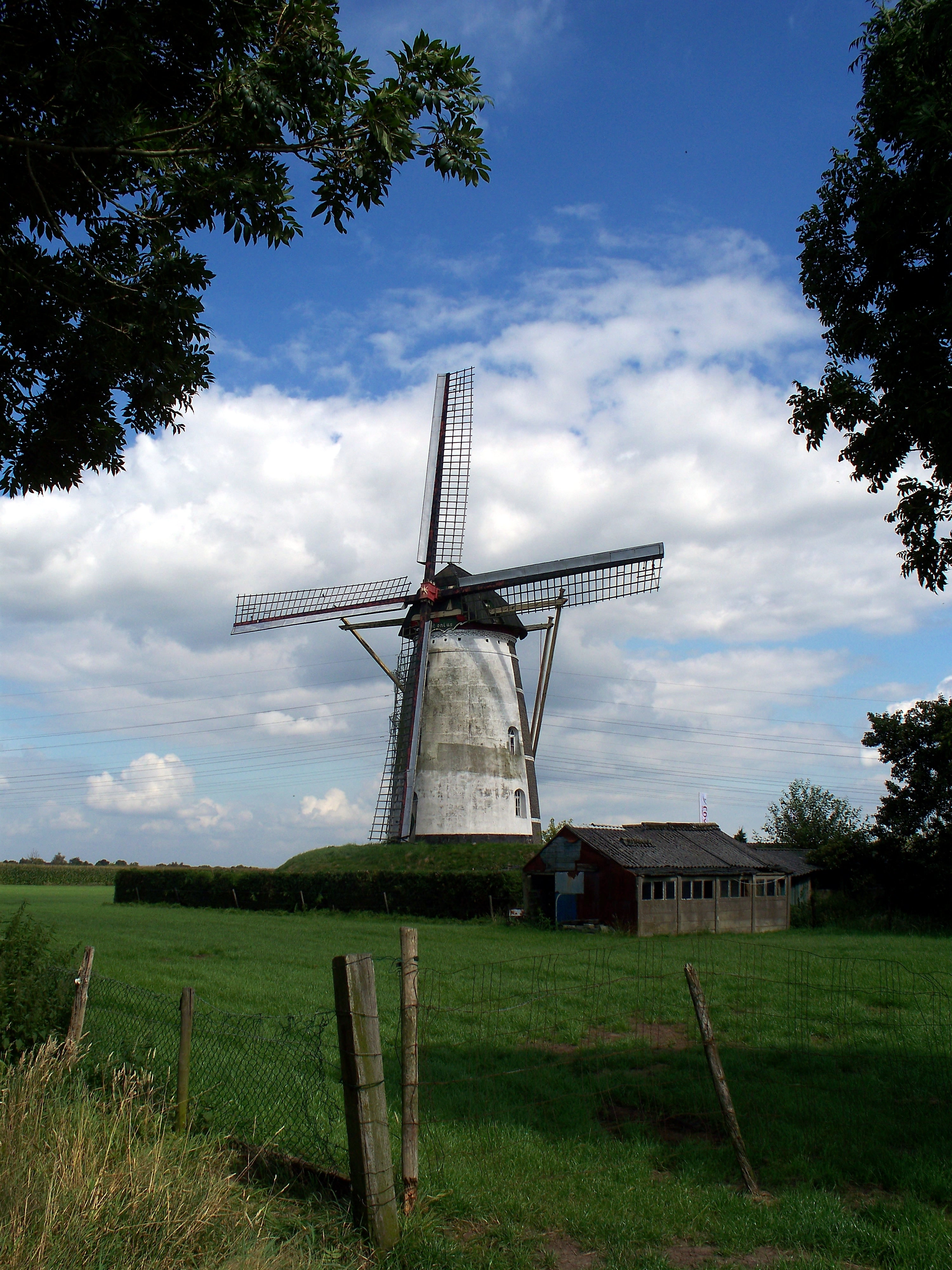
De Sint-Antonius in Laar

Laar (Limburgs: Laor) is een kerkdorp in de Nederlands-Limburgse gemeente Weert. Het ligt ten noorden van de gelijknamige stad Weert, en ten zuiden van de A2.

## Bezienswaardigheden
- Aan de Neelenweg staat de Sint-Antonius, een witgepleisterde beltmolen.
- De Sint-Sebastiaankapel

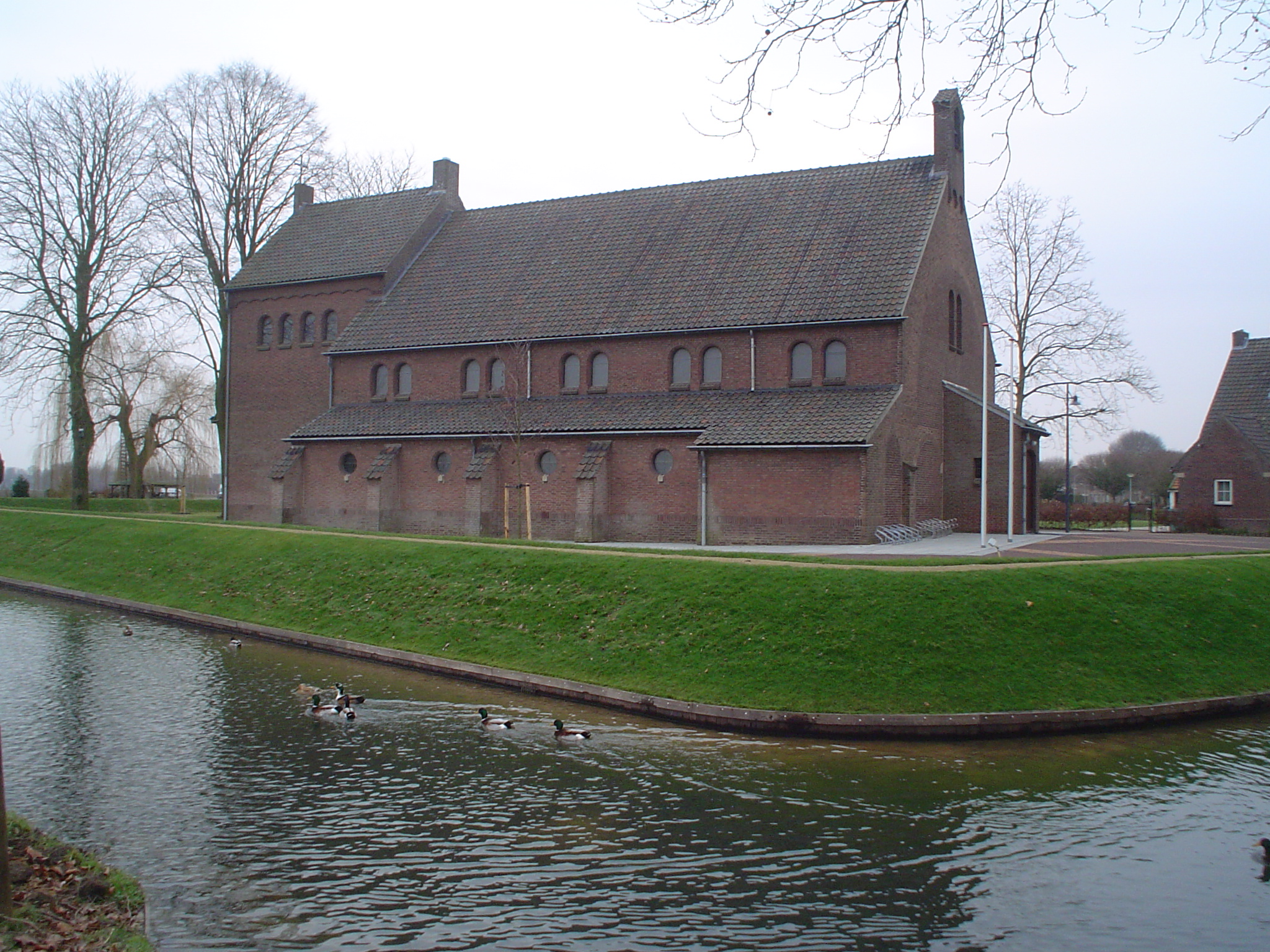
Sint-Hiëronymus en Sint-Antoniuskerk

- De Sint-Hiëronymus en Sint-Antoniuskerk werd gebouwd in 1949 en is gelegen op een oude omgrachte schans.[1]
- De Laarderschans, gereconstrueerd in 2009.
- Mariakapelletje, een modern niskapelletje op hoek Boeketweg/Rakerstraat

## Natuur en landschap
Laar is gelegen in het landelijk gebied ten noordwesten van Weert op een hoogte van ongeveer 32 meter. Door de aanleg van autowegen, bedrijventerreinen en -in het eerste kwart van de 21e eeuw- ook woonwijken komt de stad steeds dichterbij. Ten zuiden van Laar wordt de nieuwe woonwijk Laarveld gerealiseerd. Het dorp is hierdoor feitelijk vastgegroeid aan de stad Weert. Op initiatief van de dorpsraad en de gemeenteraad wordt er een groene buffer gerealiseerd tussen de nieuwe wijk en Laar waardoor het dorpse karakter behouden blijft. Ten zuidoosten van Laar ligt bedrijventerrein Kampershoek, vroeger een buurtschap.
Voor het overige wordt Laar omgeven door landbouwgebied. In noordwestelijke richting vindt men echter een groot natuurgebied: Het Weerterbos.

## Onderwijs en sport
Het dorp heeft een rooms-katholieke basisschool, IKC Laar, en een voetbalvereniging, SV Laar, die speelt op het Sportpark Laarderveld dat gelegen is in de Weerter wijk Molenakker.

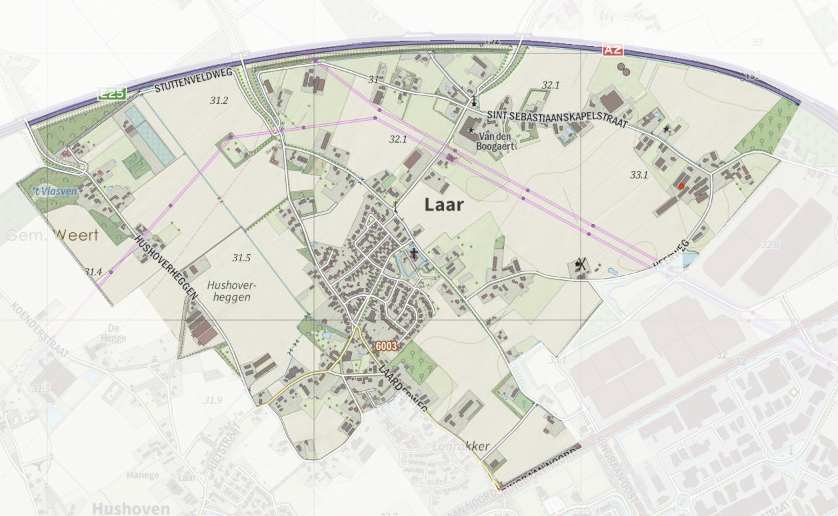
Kaart van Laar (2022)

## Nabijgelegen kernen
Hushoven, Maarheeze, Nederweert, Weert

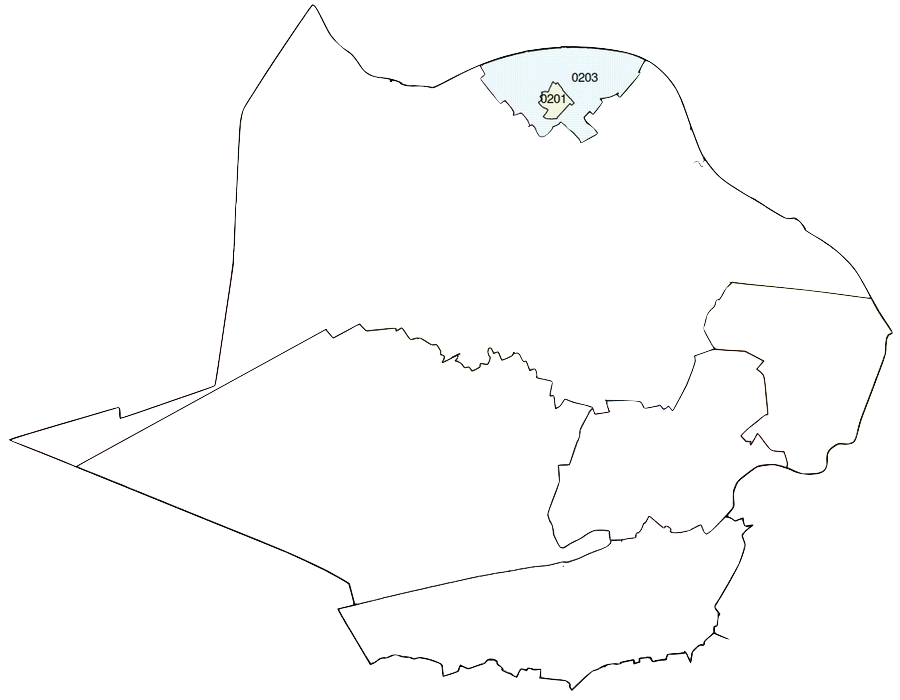
02. Laar met 0201 Laar en 0202 Laar buitengebied

|                  |  |                  |  | Nederweert         |
|                  |  |                  |  |                    |
| Weert (Hushoven) |  |                  |  |                    |
|                  |  |                  |  |                    |
|                  |  | Weert (Laarveld) |  | Weert (Molenakker) |

Stad: Weert

Kerkdorpen: Altweerterheide · Laar · Stramproy · Swartbroek · Tungelroy 

Buurtschappen: Altweert · Bosven · Breyvin · Castert · Crixhoek · De Berg · De Boberden · De Horst · Dijkerstraat · Hei · Houtbroek · Hushoven · Oud-Boshoven · Rietbroek · Vlootkant · Wisbroek

Woonwijken: Boshoven (Vrakker · Oda · Oud-Boshoven) · Laarveld · Molenakker · Kampershoek · Fatima · Weert-Centrum · Biest · Groenewoud · Leuken (Vrouwenhof · Leuken-Noord) · Keent (Parkhof) · Moesel · Graswinkel · Rond de Kazerne (Altweert · Boshoverbeek) 

Limburg: Steden en dorpen      Nederland: Provincies · Gemeenten